# Cory Quirk
Cory Quirk (* 3. Juli 1986 in Brockton, Massachusetts) ist ein ehemaliger US-amerikanischer Eishockeyspieler, der im Verlauf seiner aktiven Karriere zwischen 2005 und 2021 unter anderem 265 Spiele für die Hannover Scorpions und Fischtown Pinguins Bremerhaven in der Deutschen Eishockey Liga (DEL) auf der Position des Centers bestritten hat. Darüber hinaus absolvierte Quirk über 150 weitere Partien in der American Hockey League (AHL).

## Karriere
Cory Quirk begann seine Karriere als Eishockeyspieler bei den Waterloo Black Hawks, für die er in der Saison 2004/05 in der Juniorenliga United States Hockey League (USHL) aktiv war. Anschließend spielte der Angreifer vier Jahre lang für die Mannschaft der University of Massachusetts Amherst. In diesem Zeitraum wurde er 2006 und 2009 jeweils in das All-Academic Team der Universitätsliga Hockey East gewählt.
Nachdem er bereits gegen Ende der Saison 2008/09 sein Debüt im professionellen Eishockey für die Albany River Rats in der American Hockey League (AHL) gegeben hatte, unterschrieb der Linksschütze für die Saison 2009/10 bei deren Ligarivalen Worcester Sharks. Im Juli 2011 wurde der Stürmer vom deutschen Zweitligisten Starbulls Rosenheim verpflichtet. Er erzielte in 47 Spielen in der Hauptrunde 60 Scorerpunkte. In den 18 Playoff-Spielen könnte der Mittelstürmer weitere 24 Punkte verbuchen. Damit war der US-Amerikaner einer der besten Stürmer der 2. Bundesliga in der Saison 2011/12 und leistete einen wesentlichen Anteil zum Erfolg der Starbulls in dieser Spielzeit. Zur Saison 2012/2013 wechselte er zu JYP Jyväskylä in die finnische SM-liiga. Aufgrund des Lockouts in der NHL-Saison 2012/13 kam es zu Nachverpflichtungen von Spielern aus der National Hockey League und deshalb wurde der Linksschütze teilweise im Farmteam JYP-Akatemia eingesetzt.
Im Januar 2013 löste er seinen Vertrag mit Jyväskylä auf und kehrte nach Deutschland zurück. Dort unterzeichnete er bei den Hannover Scorpions aus der Deutschen Eishockey Liga einen Vertrag bis zum Ende der Saison 2012/13. In seinem dritten Spiel für die Niedersachsen am 27. Januar 2013 gegen Adler Mannheim konnte der Stürmer sein erstes DEL-Tor erzielen. Zur Saison 2013/14 wechselte Quirk in die erste dänische Liga zu SønderjyskE Ishockey. Mit dem Verein wurde er in den Jahren 2014 und 2015 Dänischer Meister. In der dänischen Liga verbuchte er 163 Einsätze für SønderjyskE Ishockey und kam dabei auf 106 Tore sowie 128 Vorlagen. Im April 2016 vermeldeten die Fischtown Pinguins Bremerhaven Quirks Verpflichtung. Letztlich spielte Quirk bis 2021 für die Pinguins in der DEL, ehe der 35-Jährige seine aktive Karriere beendete.

## Erfolge und Auszeichnungen
| - 2006 Hockey East All-Academic Team - 2009 Hockey East All-Academic Team - 2014 Dänischer Meister mit SønderjyskE Ishockey | - 2014 All-Star-Team der Metal Ligaen - 2015 Dänischer Meister mit SønderjyskE Ishockey |

## Karrierestatistik
(Legende zur Spielerstatistik: Sp oder GP = absolvierte Spiele; T oder G = erzielte Tore; V oder A = erzielte Assists; Pkt oder Pts = erzielte Scorerpunkte; SM oder PIM = erhaltene Strafminuten; +/− = Plus/Minus-Bilanz; PP = erzielte Überzahltore; SH = erzielte Unterzahltore; GW = erzielte Siegtore; 1 Play-downs/Relegation; Kursiv: Statistik nicht vollständig)